# Nagietek polny

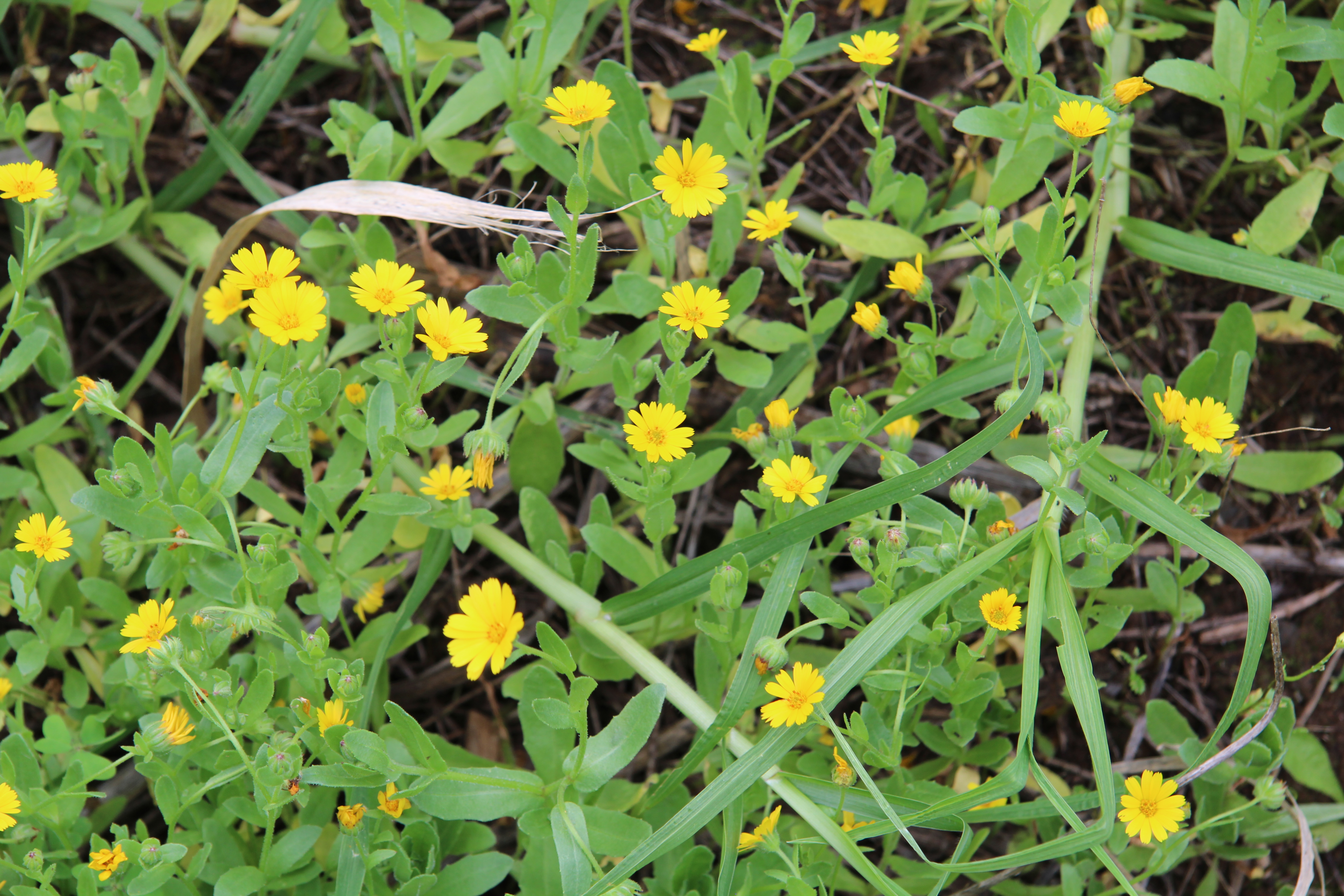
Nagietek polny

Nagietek polny (Calendula arvensis M.Bieb.) – gatunek rośliny jednorocznej należącej do rodziny astrowatych (Asteraceae). Występuje w basenie Morza Śródziemnego, na wyspach Makaronezji oraz w południowo-zachodniej Azji sięgając tam na wschodzie po Turkmenistan. W Europie sięga na północ po Belgię, Niemcy, Węgry i Ukrainę. W dawnych granicach Polski notowany był jako bardzo rzadki chwast na Podolu i południowym Wołyniu. We współczesnych granicach notowany jest bardzo rzadko, przy czym określany jest różnie – jako zadomowiony składnik flory lub pojawiający się tylko przejściowo (efemerofit). Jako gatunek introdukowany rośnie także w Kalifornii, Południowej Afryce, Australii i Nowej Zelandii, Korei i Ameryce Południowej.
Roślina bywa uprawiana. Wykorzystywana jest jako roślina ozdobna i jadalna oraz jako lecznicza w medycynie ludowej.

## Morfologia
PokrójRoślina zielna o pędach osiągających do 30–40 cm wysokości (zazwyczaj od 15 do 25 cm). Łodyga rozgałęziona (wzniesiona lub rozłożysta), miękko owłosiona, bruzdowana. Korzeń wrzecionowaty, cienki i zwykle nierozgałęziony.
LiścieSkrętoległe, podługowato lancetowate, siedzące. Blaszka zwykle do 3–8 cm długości, całobrzega lub drobno ząbkowana, na wierzchołku zaostrzona lub tępa.
KwiatyZebrane w koszyczki o średnicy do 2 cm, rzadko do 3,5 cm. Listki okrywy lancetowate, owłosione, na brzegu obłonione. Kwiaty języczkowate żółte do pomarańczowych, zwykle poniżej 18 mm długości (krótsze od dwukrotnej długości listków okrywy). Kwiaty wewnętrzne, rurkowate, podobne kolorem do brzeżnych lub ciemniejsze – brązowe do fioletowych. Roślina jest jednopienna – poszczególne kwiaty są jednopłciowe – męskie lub żeńskie, ale rozwijają się obok siebie.
OwoceSierpowato wygięte niełupki dojrzewające w zwisających koszyczkach. Zróżnicowane są morfologicznie w zależności od położenia w koszyczku – zewnętrzne największe – do 10 mm długości, na szczycie wydłużone z dzióbkiem, na grzbiecie z kolcami w dwóch rzędach, wewnętrzne zwijające się, z krótkimi kolcami i bocznymi, wąskimi skrzydełkami.
Gatunki podobneNagietek lekarski ma kwiaty większe (zwykle o średnicy 4–5 cm), wzniesione także w czasie owocowania. Kwiaty języczkowate ok. 2 razy dłuższe od listków okrywy. Największe owoce osiągają do 15 mm długości. Podobnie relatywnie krótkie kwiaty języczkowate w stosunku do listków okrywy ma Calendula trichocarpa, który to gatunek wyróżnia się bardzo szeroko oskrzydlonymi owocami.

## Biologia i ekologia
Roślina jednoroczna, kwitnąca od kwietnia (w północnej części zasięgu od maja) do października. Roślina o aromatycznym zapachu. Kwiaty zapylane są przez pszczoły. Owoce dojrzewają od sierpnia do listopada i rozsiewane są przez zwierzęta (zoochoria – za sprawą kolców przyczepiających się do sierści) i wiatr (anemochoria – dzięki wąskim skrzydełkom wzdłuż owocu).
Gatunek ten rośnie na polach jako chwast, także w winnicach, na odłogach i różnych siedliskach ruderalnych. Preferuje miejsca wilgotne, nie znosi zacienienia.
Liczba chromosomów 2n = 44.

## Systematyka i zmienność
Gatunek jest bardzo zmienny, przy czym zachowuje ciągłość form uniemożliwiającą opisanie wyodrębniających się taksonów wewnątrzgatunkowych.

## Zastosowanie
Nagietek polny wykorzystywany był tradycyjnie jako roślina lecznicza działająca dezynfekująco, przeciwskurczowo i moczopędnie. Wywar z koszyczków stosowano w leczeniu oparzeń. Zgniecione liście stosuje się wciąż miejscowo na rany w celu przyśpieszenia gojenia. W medycynie ludowej we Włoszech gatunek ten wykorzystywany był jako lek przeciwzapalny, przeciwnowotworowy i przeciwgorączkowy. Z kolei w Hiszpanii uznawano liście za działające napotnie, moczopędnie i uspokajająco. Generalnie jego zastosowanie było podobne do nagietka lekarskiego.
Współczesna medycyna koncentruje się na badaniu i wykorzystaniu nagietka lekarskiego, tym niemniej potwierdzono aktywność biologiczną także tego gatunku nagietka, np. nalewka z niego działa skutecznie przeciw gronkowcowi złocistemu.
Nagietek polny jest łatwą w uprawie rośliną ozdobną, a przy tym jadalną. Liście i pędy ze względu na bogatą zawartość witamin i soli mineralnych porównywane są z podobnie wartościowym mniszkiem pospolitym. Spożywane są surowe i ugotowane, koszyczki także marynowane.